# Alain Croix
Pour les articles homonymes, voir Croix.
Alain Croix, né le 29 juin 1944, est un historien français.

## Biographie
Il soutient une thèse d'État, La Mort quotidienne en Bretagne (1480-1670),en 1980 sous la direction de Pierre Goubert, pour laquelle il dépouille plus de trois millions d'actes d'état civil. Après avoir enseigné à l'Université de Poitiers et à l'Université de Paris-XII[réf. nécessaire], il est nommé professeur d'histoire moderne à l'université de Rennes 2-Haute-Bretagne. Il est professeur émérite.
Il a publié différents ouvrages sur l'histoire de Bretagne, et aussi conçu des films documentaires pour le compte des Presses universitaires de Rennes. Il préside le Comité de pilotage du Château des ducs de Bretagne à Nantes avec Didier Guyvarc'h et Guy Saupin, auquel ses opposants ont reproché une approche plus idéologique que scientifique lors de la réouverture du château des Ducs de Bretagne[réf. nécessaire].
Il fonde, en 1987, l'association Nantes-Histoire.

## Publications
- Nantes et le pays nantais au XVIe siècle : étude démographique (reprend la matière de la thèse de 3e cycle en histoire, soutenue à Nantes en 1969), S.E.V.P.E.N. ; École pratique des hautes études, VIe section, coll. « Démographie et sociétés » n° 15, 1974, 356 p. [pas d'ISBN]
- Alain Croix et Jean Guiffan ; avec le concours d'Yves Saget, Histoire des Bretons. Des origines à 1532, Nathan, coll. « Dossiers de l'histoire », Paris, 1977, 156 p. [pas d'ISBN]
- La Bretagne aux XVIe siècle et XVIIe siècle : la vie, la mort, la foi, éditions Maloine, Paris, 1980, 2 volumes totalisant 1571-IX p. + 98 p. de planches illustrées  (ISBN 2-224-00681-0) - Version éditée de sa thèse de doctorat d'État (université Paris I).
  - Réédition partielle : Cultures et religion en Bretagne aux XVIe et XVIIe siècles, Apogée-Presses universitaires de Rennes, 1995, 332 p.  (ISBN 2-909275-42-6)
- Alain Croix et Fañch Roudaut, Les Bretons, la mort et Dieu : de 1600 à nos jours, éditions Temps actuels, coll. « La Passion de l'histoire », Paris, 1984, 264 p. + 16 p. de planches illustrées (BNF 36144588)
- Histoire du Val-de-Marne (sous la direction d'Alain Croix), éditions Messidor, Paris, 1987, 412 p.  (ISBN 2-209-05955-0)
- La Révolution française dans le Val-de-Marne (sous la direction de Michel Balard et Alain Croix), Clio 94, Créteil, 1989, 287 p.  (ISBN 2-9503774-0-8)
- Guide de l'histoire locale : faisons notre histoire ! (sous la direction d'Alain Croix et Didier Guyvarc'h), éditions du Seuil, Paris, 1990, 347 p.  (ISBN 2-02-012395-9)
- Association Nantes-Histoire (sous la coordination d'Alain Croix), Nantes dans l'histoire de la France, Ouest éditions, Nantes, 1991, 247 p.  (ISBN 2-908261-21-9)
- De Frédéric à Mathilde : histoire du Service des pensions du personnel des industries électriques et gazières, l'Albaron-Société Présence du livre, Thonon-les-Bains, 1992, 317 p.  (ISBN 2-908528-39-8)
- Association Nantes-Histoire (sous la coordination d'Alain Croix), Du sentiment de l'histoire dans une ville d'eau, Nantes, l'Albaron, Société Présence du livre, Thonon-les-Bains, 1992, 358 p.  (ISBN 2-908528-31-2)
- Moi, Jean Martin, recteur de Plouvellec : curés journalistes, de la Renaissance à la fin du XVIIe siècle (textes choisis et présentés par Alain Croix), Apogée, coll. « Moi... », Rennes, 1993, 218 p.  (ISBN 2-909275-24-8)
- L'âge d'or de la Bretagne, 1532-1675, éditions Ouest-France, coll. « Ouest-France université », Paris, 1993 (2e éd. en 1996), 569 p.  (ISBN 2-7373-0737-6)
- Alain Croix et Thierry Guidet (textes), Hélène Cayeux (photographies), Nantes : intelligence d'une ville, éditions Ouest-France, Rennes, 1993, 115 p.  (ISBN 2-7373-1321-X) – Réédition à l'identique en 1995 :  (ISBN 2-7373-2437-8)
- Bretagne, Images et Histoire (direction), Apogée/P.U.R., Rennes, 1996,
- Histoire culturelle de la France, t. 2, De la Renaissance à l’aube des Lumières, (en collaboration avec J. Quéniart), Paris, Seuil, 1997,
- Femmes de Bretagne (sous la direction d'Alain Croix et Christel Douard), Apogée et Presses universitaires de Rennes, coll. « Images et histoire », Rennes, 1999, 175 p.  (ISBN 2-84398-021-6) (édition d'Apogée) et  (ISBN 2-86847-356-3) (édition reliée des Presses universitaires de Rennes)
- Dictionnaire du Patrimoine breton, Rennes, Apogée, 2000.
- Les Bretons et la mer (dirigé par Alain Croix et André Lespagnol ; iconographie réunie par Christel Douard), coédition Apogée et Presses universitaires de Rennes, coll. « Images et histoire », Rennes, 2005, 192pp.  (ISBN 2-84398-199-9) (édition d'Apogée) et  (ISBN 2-7535-0197-1) (édition reliée des Presses universitaires de Rennes)
- La Bretagne : Entre histoire et identité, Gallimard, coll. « Découvertes Gallimard/Histoire » (no 526), Paris, 2008,  (ISBN 9782070349074).